# Waterfoot (Lancashire)
Waterfoot – wieś w Anglii, w hrabstwie Lancashire, w dystrykcie Rossendale. Leży 26 km na północ od miasta Manchester i 282 km na północny zachód od Londynu.